# Nacionalni park Brajs kanjon
Nacionalni park Brajsov kanjon (engl. Bryce Canyon National Park) jedan je od 58 nacionalnih parkova smeštenih u Sjedinjenim Američkim Državama.

## Zemljopis
Brajsov kanjon se nalazi na jugozapadu američke savezne države Juta, na visini od oko 2.750 m, oko 80 km severoistočno i na oko 300 m većoj nadmorskoj visini od Nacionalnog parka Zion. Najbliži gradovi su mu Tropik na severoistoku i Panguič na severozapadu.
Brajsov kanjon u stvarnosti i nije klasični kanjon, već čitav niz prirodno oblikovanih amfiteatara u steni, dubokih oko 150 m. Stene su crveno-smeđe a prelivaju se nijansama hrđavo-crvene, ružičaste, limunžute do gotovo bele boje. Ovakav kolorit je posledica polaganog rastakanja raznih mineralnih jedinjenja, većim delom manjih količina gvozdenih oksida prisutnih u slojevima stena. Plavkaste i grimizne boje ukazuju na postojanje manganovog oksida. Ovaj kolorit je najizraženiji u sumrak ili u zoru zbog nižeg položaja sunca i zbog sena prouzrokovanih njegovim položajem.
Najviša tačka visoravni Ponsogant je južni vrh koji se nalazi na nadmorskoj visin od 2.750 m, dok se prema severu spušta oko 600 m niže. Kameni amfiteatri se protežu 34 km uzduž istočnog ruba visoravni, duboko urezani u njegove stene

### Klima
Vremenske prilike u Brajsovom kanjonu su hladnije neog u Nacionalnom parku Zion, i ovaj park prima više padavina: ukupno 15 do 18 inča (380 do 460 mm) godišnje. Godišnje temperature variraju od prosečnog minimuma od 9 °F (−13 °C) u januaru do prosečnog maksimuma od 83 °F (28 °C) u julu, dok su ekstremne temperature u opsegu od −30 do 97 °F (−34 do 36 °C). Rekordno visoka temperatura u parku od 98 °F (37 °C) je zabeležena 14. jula 2002. Rekordno niska temperatura od −28 °F (−33 °C) je bila 10. decembera 1972.
| Klima Nacionalnog parka Brajsov kanjon (1981–2010) | Klima Nacionalnog parka Brajsov kanjon (1981–2010) | Klima Nacionalnog parka Brajsov kanjon (1981–2010) | Klima Nacionalnog parka Brajsov kanjon (1981–2010) | Klima Nacionalnog parka Brajsov kanjon (1981–2010) | Klima Nacionalnog parka Brajsov kanjon (1981–2010) | Klima Nacionalnog parka Brajsov kanjon (1981–2010) | Klima Nacionalnog parka Brajsov kanjon (1981–2010) | Klima Nacionalnog parka Brajsov kanjon (1981–2010) | Klima Nacionalnog parka Brajsov kanjon (1981–2010) | Klima Nacionalnog parka Brajsov kanjon (1981–2010) | Klima Nacionalnog parka Brajsov kanjon (1981–2010) | Klima Nacionalnog parka Brajsov kanjon (1981–2010) | Klima Nacionalnog parka Brajsov kanjon (1981–2010) |
| Pokazatelj \ Mesec                                 | .Jan.                                              | .Feb.                                              | .Mar.                                              | .Apr.                                              | .Maj.                                              | .Jun.                                              | .Jul.                                              | .Avg.                                              | .Sep.                                              | .Okt.                                              | .Nov.                                              | .Dec.                                              | .God.                                              |
| -------------------------------------------------- | -------------------------------------------------- | -------------------------------------------------- | -------------------------------------------------- | -------------------------------------------------- | -------------------------------------------------- | -------------------------------------------------- | -------------------------------------------------- | -------------------------------------------------- | -------------------------------------------------- | -------------------------------------------------- | -------------------------------------------------- | -------------------------------------------------- | -------------------------------------------------- |
| Apsolutni maksimum, °C (°F)                        | 15 (59)                                            | 18 (64)                                            | 19 (67)                                            | 24 (75)                                            | 29 (85)                                            | 33 (92)                                            | 37 (98)                                            | 32 (90)                                            | 31 (88)                                            | 26 (79)                                            | 20 (68)                                            | 16 (60)                                            | 37 (98)                                            |
| Maksimum, °C (°F)                                  | 2,7 (36,8)                                         | 3,6 (38,4)                                         | 7,3 (45,1)                                         | 11,9 (53,5)                                        | 17,8 (64,0)                                        | 23,6 (74,5)                                        | 26,8 (80,2)                                        | 25,2 (77,4)                                        | 21 (69,8)                                          | 14,6 (58,2)                                        | 7,1 (44,8)                                         | 2,4 (36,4)                                         | 13,7 (56,6)                                        |
| Prosek, °C (°F)                                    | −3,3 (26,1)                                        | −2,4 (27,6)                                        | 1,1 (33,9)                                         | 5,1 (41,1)                                         | 10,2 (50,4)                                        | 15,4 (59,7)                                        | 19,1 (66,4)                                        | 17,7 (63,9)                                        | 13,2 (55,8)                                        | 7,3 (45,1)                                         | 0,9 (33,7)                                         | −3,4 (25,9)                                        | 6,7 (44,1)                                         |
| Minimum, °C (°F)                                   | −9,2 (15,4)                                        | −8,5 (16,7)                                        | −5,2 (22,7)                                        | −1,8 (28,7)                                        | 2,7 (36,9)                                         | 7,1 (44,8)                                         | 11,4 (52,6)                                        | 10,2 (50,3)                                        | 5,4 (41,8)                                         | 0 (32,0)                                           | −5,2 (22,6)                                        | −9,2 (15,4)                                        | −0,2 (31,7)                                        |
| Apsolutni minimum, °C (°F)                         | −32 (−26)                                          | −32 (−26)                                          | −24 (−11)                                          | −19 (−3)                                           | −11 (13)                                           | −6 (21)                                            | −2 (28)                                            | −5 (23)                                            | −9 (16)                                            | −18 (0)                                            | −24 (−12)                                          | −31 (−23)                                          | −32 (−26)                                          |
| Količina padavinamm (in)                           | 46,5 (1,83)                                        | 34,3 (1,35)                                        | 38,4 (1,51)                                        | 20,8 (0,82)                                        | 21,1 (0,83)                                        | 14,7 (0,58)                                        | 39,6 (1,56)                                        | 50,5 (1,99)                                        | 43,7 (1,72)                                        | 50 (1,97)                                          | 33 (1,30)                                          | 31 (1,22)                                          | 423,6 (16,68)                                      |
| Količina snega, cm (in)                            | 50 (19,7)                                          | 45,7 (18,0)                                        | 40,6 (16,0)                                        | 15,5 (6,1)                                         | 2 (0,8)                                            | 0,5 (0,2)                                          | 0 (0,0)                                            | 0 (0,0)                                            | 0,3 (0,1)                                          | 7,4 (2,9)                                          | 28,2 (11,1)                                        | 37,3 (14,7)                                        | 227,5 (89,6)                                       |
| Dani sa padavinama (≥ 0.01 in)                     | 5,9                                                | 6,7                                                | 6,9                                                | 5,6                                                | 5,4                                                | 4,1                                                | 7,7                                                | 9,9                                                | 7,0                                                | 6,1                                                | 4,7                                                | 5,6                                                | 75,5                                               |
| Dani sa snegom (≥ 0.1 in)                          | 5,5                                                | 6,2                                                | 5,8                                                | 3,3                                                | 0,9                                                | 0,1                                                | 0,0                                                | 0,0                                                | 0,1                                                | 1,2                                                | 3,5                                                | 5,4                                                | 32,0                                               |
| Sunčani sati — dnevni prosek                       | 7,0                                                | 8,0                                                | 8,0                                                | 10,0                                               | 11,0                                               | 12,0                                               | 11,0                                               | 10,0                                               | 10,0                                               | 9,0                                                | 7,0                                                | 6,0                                                | 9,1                                                |
| Sunčano vreme — mesečni procenti                   | 70                                                 | 73                                                 | 67                                                 | 77                                                 | 79                                                 | 80                                                 | 79                                                 | 71                                                 | 83                                                 | 82                                                 | 70                                                 | 60                                                 | 74,3                                               |
| Izvor #1: NOAA (ekstremi 1959–sadašnjost)          |                                                    |                                                    |                                                    |                                                    |                                                    |                                                    |                                                    |                                                    |                                                    |                                                    |                                                    |                                                    |                                                    |
| Izvor #2: Vremenski atlas (podaci o sunčanosti)    |                                                    |                                                    |                                                    |                                                    |                                                    |                                                    |                                                    |                                                    |                                                    |                                                    |                                                    |                                                    |                                                    |

| Klimatski podaci za Nacionalni park Brajsov kanjon | Klimatski podaci za Nacionalni park Brajsov kanjon | Klimatski podaci za Nacionalni park Brajsov kanjon | Klimatski podaci za Nacionalni park Brajsov kanjon | Klimatski podaci za Nacionalni park Brajsov kanjon | Klimatski podaci za Nacionalni park Brajsov kanjon | Klimatski podaci za Nacionalni park Brajsov kanjon | Klimatski podaci za Nacionalni park Brajsov kanjon | Klimatski podaci za Nacionalni park Brajsov kanjon | Klimatski podaci za Nacionalni park Brajsov kanjon | Klimatski podaci za Nacionalni park Brajsov kanjon | Klimatski podaci za Nacionalni park Brajsov kanjon | Klimatski podaci za Nacionalni park Brajsov kanjon | Klimatski podaci za Nacionalni park Brajsov kanjon |
| Mesec                                              | Jan                                                | Feb                                                | Mar                                                | Apr                                                | Maj                                                | Jun                                                | Jul                                                | Avg                                                | Sep                                                | Okt                                                | Nov                                                | Dec                                                | Godina                                             |
| -------------------------------------------------- | -------------------------------------------------- | -------------------------------------------------- | -------------------------------------------------- | -------------------------------------------------- | -------------------------------------------------- | -------------------------------------------------- | -------------------------------------------------- | -------------------------------------------------- | -------------------------------------------------- | -------------------------------------------------- | -------------------------------------------------- | -------------------------------------------------- | -------------------------------------------------- |
| Prosečan broj dnevnih sati                         | 10,0                                               | 11,0                                               | 12,0                                               | 13,0                                               | 14,0                                               | 15,0                                               | 14,0                                               | 14,0                                               | 12,0                                               | 11,0                                               | 10,0                                               | 10,0                                               | 12,2                                               |
| Prosek ultraljubičastog indeksa                    | 2                                                  | 4                                                  | 6                                                  | 8                                                  | 10                                                 | 11                                                 | 11                                                 | 10                                                 | 8                                                  | 5                                                  | 3                                                  | 2                                                  | 6.7                                                |
| Izvor: Vremenski atlas                             |                                                    |                                                    |                                                    |                                                    |                                                    |                                                    |                                                    |                                                    |                                                    |                                                    |                                                    |                                                    |                                                    |

## Istorija
Pre oko 60 milipna godina područje Brajsovog kanjona je bilo na dnu velikog jezera koje je prekrivalo veći deo savezne države Juta. Tokom dugog razdoblja na dnu se taložio sloj po sloj mulja, peska i raznih krhotina stena. S vremenom su se zrnca tih zasebnih taloga hemijskim procesom stvrdnula i stvorila brojne peščenjake različitih veličina i oblika. Pre 15 miliona godina stvorio se kameni sloj debljine oko 600 m, a pomicanje tla podiglo je dno jezera iznad same vode i stvorilo visoravan Ponsogant, najmlađu ali i najvišu od čitavog niza visoravni poznatih kao Veliko stepenište (The Grand Stairway). To se stepenište spušta prema jugu, sve do ruba Velikog kanjona u saveznoj državi Arizona.
Ovaj divlji ali prelepi pejzaž oblikovala je voda što čini i danas. Leti je ovo područje sušno ali zimi napadaju velike količine snega koje se u proleće tope i ulaze u pukotine stena gde se noću smrzavaju. Smrzavanjem otopljenog snega, pukotine se šire i lome površinske stene. Potpunim otapanjem smrznutog snega, voda dubi mekše delove nataloženog krečnjaka stvarajući tako uske kanale, lukove i tunele te još više produbljuje kanjon. Pretpostavlja se da se ovakvim procesom rub kanjona svakih 50-65 godina povlači za 300 mm.
Jako malo se zna o prvim stanovnicima Brajsovog kanjona, mada prema nekim arheološkim istraživanjima ljudi su na ovom području bili prisutni već 10.000 godina. Južno od nacionalnog parka pronađeni su neki artefakti stari više hiljada godina.
Područje današnjeg parka, okolne doline i visoravni, nastanjuju indijanci plemena Pajute otprilike u isto vreme kad ga nastanjuju i druge kulture na istočnoj strani. Pajute su se uglavnom prehranjivale lovom, ali su se bavili i uzgojem jestivih kultura bilja. Prema njihovom verovanju, šiljati peščanici u Brajsovom kanjonu su ljudi koje je prevarant Kojot pretvorio u kamen, a prema nekim izjavama njihova kultura se naziva hoodoos Anka-ku-bio--wits, što bi značilo crveno oslikana lica.
Prvi pioniri koji su putovali ovim područjem i kroz Brajsov kanjon imali su velike poteškoće zbog labirinta gudura i retkog vazduha na toj nadmorskoj visini, pa su krajeve slične ovom nazivali Badlands (lošom zemljom). Kanjon je dobio ime po Ebenezeru Brajsu, istraživaču iz 19. veka, koji se nastanio u bilizini reke Parja kao doseljenik iz Škotske i bio je prvi istraživač koji je istraživao ovo područje.
Brajsov kanjon je postao nacionalni park 15. septembra 1928.

## Životinjski svet
Područje kanjona jedno je od poslednjih utočišta puma. Nekad su ovo područje nastanjivali i dabrovi, ali pošto su u 19. veku bili glavna lovina velikog broja trapera, danas ih više nema. Leti kroz područje kanjona prolaze krda belorepih jelena koji su glavna lovina planinskog lava (pume).

## Biljni svet
Visoravan Ponsogant prošarana je livadama i šikarama kadulje. Na stenovitim padinama u višim delovima parka rastu jela i smreka, a u severnim područjima zlatni bor. Šuma prekriva dno ovog prirodnog amfiteatra, ali na višim obroncima, koji su podložniji suši, rastu retki borovi iz roda pinija (lat. Pinus aristata), najstarije drveće na svetu koje vrlo uspešno iskorištava i ono malo vlage. Moguće ih je pronaći čak i na potpuno ogolelim vrhovima.

## Park danas
Nacionalni park Brajsov kanjon cele je godinu otvoren za posetioce. Na tačkama izlaska i zalaska sunca postavljena su dva vidikovca sa kojih se pruža spektakularan pogled na Brajsov kanjon koji godišnje poseti preko milion posetilaca. Kroz kanjon je moguće jahati ili pešačiti.

## Galerija
- Brajsov kanjon
- Zima u Brajsovom kanjonu
- Peščani tornjići Brajsovog kanjona
- Brajsov kanjon

## Literatura
- Harris, Ann G.; Tuttle, Esther; Tuttle, Sherwood D. (1997). Geology of National Parks (5th изд.). Iowa: Kendall/Hunt Publishing. ISBN 978-0-7872-5353-0.
- Kiver, Eugene P.; Harris, David V. (1999). Geology of U.S. Parklands (5th изд.). New York: Jonh Wiley & Sons. ISBN 978-0-471-33218-3.
- NPS contributors. Bryce Canyon visitors guide. Washington, D.C.: National Park Service. (public domain text)
- NPS contributors (leto 2005). „Park Planner, Hiking and Shuttle Guide”. The Hoodoo. Washington, D.C.: National Park Service.
- NPS contributors (2007). „Bryce Canyon National Park official website”. Washington, D.C.: National Park Service. Приступљено 16. 11. 2008.
- Tufts, Lorraine Salem (1998). Secrets in The Grand Canyon, Zion and Bryce Canyon National Parks (3rd изд.). North Palm Beach, Florida: National Photographic Collections. ISBN 978-0-9620255-3-2.
- DeCourten, Frank (1994). Shadows of time : the geology of Bryce Canyon National Park. Photographs by John Telford, illustrations by Hannah Hinchman. Bryce Canyon, Utah: Bryce Canyon Natural History Association. ISBN 9781882054060.
- Kiver, Eugene P.; Harris, David V. (1999). Geology of U.S. parklands (5th изд.). New York: J. Wiley. ISBN 9780471332183.
- Sprinkel, Douglas A.; Chidsey, Thomas C., Jr.; Anderson, Paul B., ур. (2010). Geology of Utah's parks and monuments (Third изд.). Salt Lake City, Utah: Utah Geological Association. ISBN 9780980048919.
- Sva čuda svijeta - Nakladnik: Mozaik knjiga, Zagreb 2004.